# Udara toxopeusi
Udara toxopeusi är en fjärilsart som beskrevs av Corbet 1937. Udara toxopeusi ingår i släktet Udara och familjen juvelvingar. Inga underarter finns listade i Catalogue of Life.